# Kultureel Konvent
Het Kultureel Konvent (KK) groepeert de culturele studentenverenigingen in de Belgische stad Gent.
Het KK werd opgericht in het academiejaar 1962-1963 als de Kulturele Commissie van het Gents Studenten Korps. Anno 2012 is het konvent erkend door de Universiteit Gent met als doel om studenten in contact te brengen met kunst en zich op cultureel vlak te ontplooien.
In de algemene vergadering, het hoogste orgaan van het KK, heeft iedere vereniging 1 stem. De algemene vergadering van het KK beslist over erkenningsaanvragen van nieuwe verenigingen en de verdeling van subsidies onder haar leden. Tot slot kiest de algemene vergadering ook een voorzitter en secretaris die het KK vertegenwoordigen binnen de Vergadering der Konventsvoorzitters.
Tien verenigingen zijn aangesloten bij het KK, zijnde het Gents Universitair Symfonisch Orkest (GUSO), het Gents Universitair Harmonie Orkest (GUHO), het Gents Universitair Koor (GUK), studententheater Matrak, de Studentenfanfare, Prometheus, Ylusiona, Auw La, de Gentse Universitaire dansclub en Atelier Modelstudies.